# Dombeya acuminatissima
Dombeya acuminatissima är en malvaväxtart som beskrevs av Bénédict Pierre Georges Hochreutiner. Dombeya acuminatissima ingår i släktet Dombeya och familjen malvaväxter. Inga underarter finns listade i Catalogue of Life.